# Lhok Rambong
Lhok Rambong is een bestuurslaag in het regentschap Aceh Timur van de provincie Atjeh, Indonesië. Lhok Rambong telt 144 inwoners (volkstelling 2010).